# Erik Izraelewicz

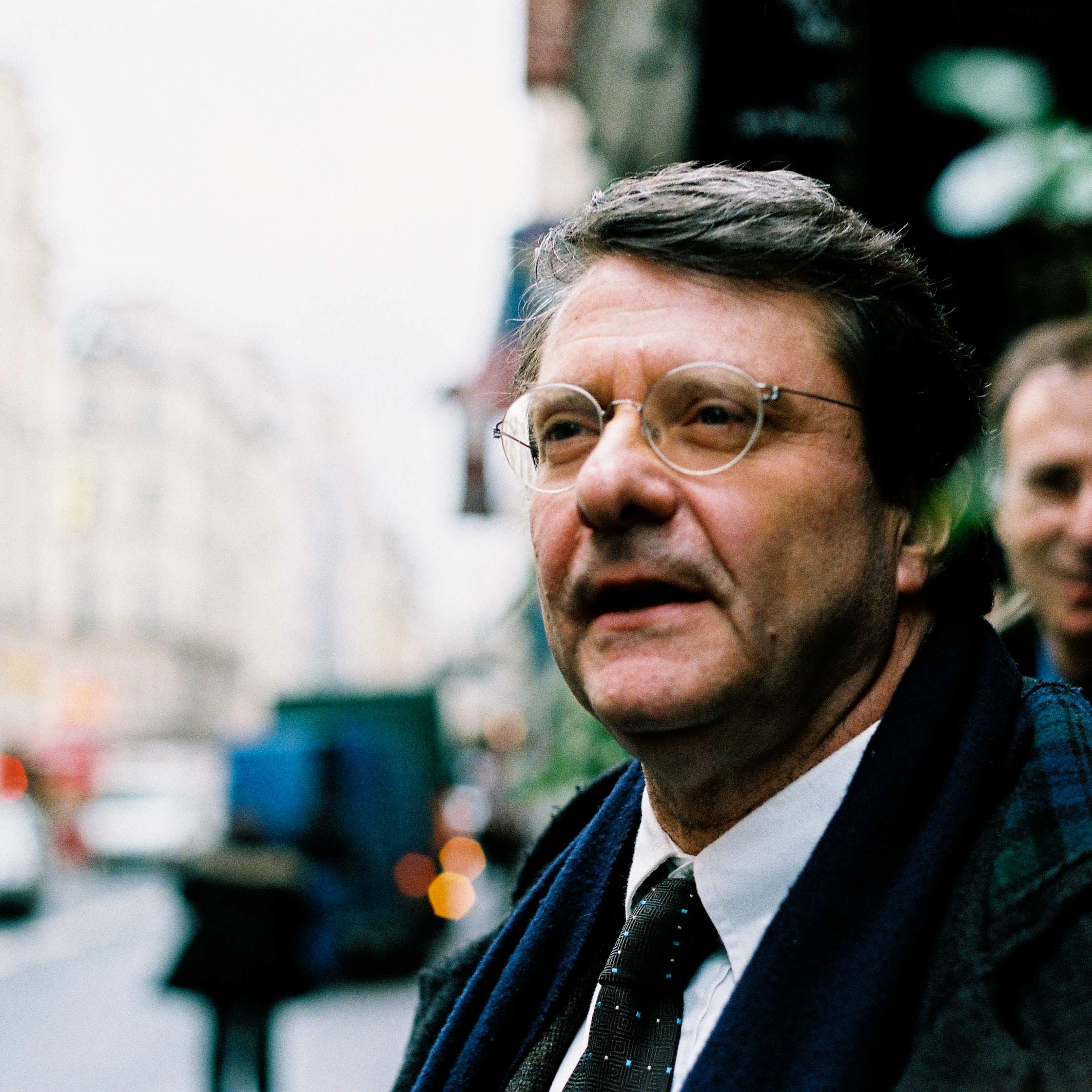
Erik Izraelewicz in 2009

Erik Izraelewicz (ook Érik Izraelewicz) (Straatsburg, 6 februari 1954 – Parijs, 27 november 2012) was een Frans journalist. Hij was directeur van het dagblad Le Monde.
Izraelewicz volgde aan het Lycée Kléber de vooropleiding voor de HEC en studeerde daarna aan de HEC. Een van zijn hoogleraren daar was Dominique Strauss-Kahn. Izraelewicz studeerde in 1976 aan de HEC af, volgde daarna een journalistenopleiding die hij in 1978 afrondde, en promoveerde in 1979 tot doctor in de internationale economie. Hij begon zijn loopbaan als journalist economie bij het weekblad L'Usine nouvelle en stapte in 1981 over naar L'Expansion. Bij de oprichting in 1985 van La Tribune trad hij toe tot de redactie van dit economisch en financieel dagblad.
In april 1986 stapte Izraelewicz over naar de economieredactie van Le Monde, waar hij schreef over banken, verzekeringen en de Franse conjunctuur. In december 1988 werd hij adjunctchef van de economieredactie en per september 1989 werd hij leidinggevende. In 1991 werd hij columnist economie voor Le Monde. In 1993-1994 was Izraelewicz correspondent te New York en in november 1996 werd hij tot hoofdredacteur van Le Monde benoemd.
Hij verliet Le Monde in februari 2000 om hoofdredacteur en columnist te worden bij het economisch dagblad Les Échos. In 2006 werd hij adjunct-directeur van de redactie en per 1 oktober 2007 werd hij directeur. Daarnaast werkte hij wekelijks mee aan een programma van de radiozender Europe 1.
Izraelewicz was een tegenstander van de verkoop van Les Echos aan LVMH eind 2007; hij had liever gezien dat de krant was overgenomen door Fimalac van Marc Ladreit de Lacharrière. Hij was ook gekant tegen de inhoudelijke bemoeienissen van de nieuwe directeur Nicolas Beytout met de krant en stapte daarom in februari 2008 over naar La Tribune, dat toen net was overgenomen door Alain Weill. Hij bekleedde hier dezelfde functies. Tevens verliet hij Europe 1 om mee te werken aan programma's bij RMC en BFM TV. Hij begeleidde de overgang naar een nieuwe formule per oktober 2008 en van een zaterdag-editie.
In juli 2010 verliet Izraelewicz La Tribune nadat Weill het dagblad had verkocht. Hij schreef een nieuw boek over China, dat in 2011 zou verschijnen onder de titel L'Arrogance chinoise.
Toen Pierre Bergé, Xavier Niel en Matthieu Pigasse een belang in Le Monde namen werd Izraelewicz per 7 februari 2011 benoemd tot directeur en lid van het het dagelijks bestuur. Zijn benoeming werd enkele dagen later door ruim driekwart van de werknemers van Le Monde bevestigd. Onder Izraelewicz werd Le Monde inhoudelijk vernieuwd en voortaan werd de krant op meerdere locaties gedrukt, waardoor hij tegenwoordig in alle regio's van Frankrijk 's middags verkrijgbaar is.

Hij bevorderde de samenwerking tussen de werknemers van de krant en die van de website.
Izraelewicz was lid van de wetenschappelijke raad van het CEPII sinds 1995; lid van de nationale economische commissie vanaf 1997; en lid van de raad van bestuur van de ENA vanaf 2001.
Hij kreeg op 58-jarige leeftijd een hartaanval op de redactie van Le Monde en werd in allerijl overgebracht naar La Pitié-Salpêtrière maar kon niet meer gereanimeerd worden.